# Montbrun-Lauragais
Montbrun-Lauragais är en kommun i departementet Haute-Garonne i regionen Occitanien i södra Frankrike. Kommunen ligger i kantonen Montgiscard som tillhör arrondissementet Toulouse. År 2022 hade Montbrun-Lauragais 711 invånare.

## Befolkningsutveckling
Antalet invånare i kommunen Montbrun-Lauragais
Referens:INSEE